# Do You Want to Know a Secret?
Do You Want to Know a Secret (с англ. — «Ты хочешь узнать секрет?») — песня английской рок-группы «The Beatles» в исполнении Джорджа Харрисона, выпущенная на альбоме Please Please Me. Автором песни является Джон Леннон (указано на пластинках (McCartney/Lennon). Песня попала в альбомы «The Beatles' Ballads», «The Beatles Box» и «On Air — Live at the BBC Volume 2».

## Композиция
Текст песни в основном написан Джоном Ленноном, но официально авторством считается музыкальный союз «Леннон/Маккартни». Вдохновением для песни послужила композиция «I’m Wishing»" из мультфильма «Белоснежка и семь гномов» компании Уолт Дисней. Первые две строки из мультфильма «Want to know a secret? Promise not to tell?» (с англ. — «Хочешь узнать секрет? Обещаешь никому не рассказывать?») идут сразу же в начале песни. По замечанию Пола Маккартни шанс того, что песню будет исполнять Харрисон, был равен 50/50.

## Запись
В интервью 1980 года Леннон объяснил солирование Харрисона в композиции тем, что «в ней было всего лишь три ноты и он не был самым лучшим певцом в мире», но добавил, что «с того времени его голос улучшился». Харрисон исполнил две песни из альбома «Please Please Me»: данную и Chains. После них группа не записывала ни одной песни с вокалом Харрисона вплоть до альбома «With The Beatles».
Композиция была записана 11 февраля 1963 года вместе с остальными песнями с альбома всего за один день.

## Релиз
Сингл был выпущен лишь через год в США 23 марта 1964 и достиг второго места в чарте, уступая лишь другой песне группы — «Can't Buy Me Love».

## Участники записи
- Джон Леннон — акустическая ритм-гитара, бэк-вокал
- Пол Маккартни — бас-гитара, бэк-вокал
- Джордж Харрисон — гитара, вокал
- Ринго Старр — ударные

## Кавер-версия Билли Джей Крамера
Несмотря на то, что сингл никогда не выпускался в Британии, в 1963 году была выпущена кавер-версия коллектива «Billy J. Kramer with the Dakotas», достигнувшая первого и второго места в нескольких чартах.